# 马尔勒莱米讷
马尔勒莱米讷（法語：Marles-les-Mines，法語發音：[maʁl le min]）是法国上法蘭西大區加来海峡省的一个市镇，属于贝蒂讷区。

## 地理
马尔勒莱米讷（50°30'8"N, 2°30'8"E）面积4.55 平方千米，位于法国上法蘭西大區加来海峡省，该省份为法国北部沿海省份，西北濒北海，南至索姆省，东临北部省。
与马尔勒莱米讷接壤的市镇（或旧市镇、城区）包括：洛赞盖姆、拉皮尼瓦、欧谢勒、布律埃-拉比西耶尔、卡洛讷-里库阿尔。

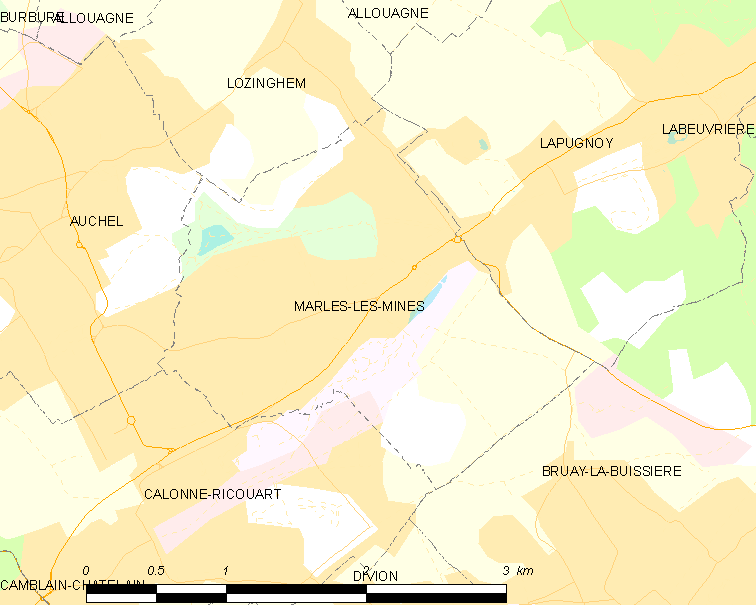
马尔勒莱米讷的OSM定位图

马尔勒莱米讷的时区为UTC+01:00、UTC+02:00（夏令时）。

## 行政
马尔勒莱米讷的邮政编码为62540，INSEE市镇编码为62555。

## 政治
马尔勒莱米讷所属的省级选区为欧谢勒县。

## 人口

1962-2008年间马尔勒莱米讷人口变化图示

马尔勒莱米讷于2022年1月1日时的人口数量为5437人。